# کوه لازارف
کوه لازارف (انگلیسی: Mount Lazarev) یک کوه در استان آرخانگلسک کشور روسیه است.